# Округ Скот (Канзас)
Округ Скот (енгл. Scott County) је округ у америчкој савезној држави Канзас. По попису из 2010. године број становника је 4.936. Седиште округа је град Скот Сити.

## Демографија
Према попису становништва из 2010. у округу је живело 4.936 становника, што је 184 (3,6%) становника мање него 2000. године.
| Група             | 2000.         | 2010.         |
| Белци             | 4.746 (92,7%) | 4.097 (83,0%) |
| Афроамериканци    | 5 (0,1%)      | 19 (0,4%)     |
| Азијати           | 6 (0,1%)      | 24 (0,5%)     |
| Хиспаноамериканци | 323 (6,3%)    | 753 (15,3%)   |
| Укупно            | 5.120         | 4.936         |